# 沃顿反应
沃頓反應（Wharton反应）是 α,β-环氧酮类在肼作用下转变为烯丙醇的反应。 反应以彼得·斯坦利·沃顿（Peter Stanley Wharton）的名字命名。
这个反应是立体专一的，原料环氧化物的构型在产物醇中得到保持。 这个方法广泛用于甾类化学中。
Dupuy改进法：

## 反应机理
首先 α,β-环氧酮 1 与肼缩合为腙 2。然后 2 发生质子转移重排为 3。最后 3 放出氮气生成产物 4。
Stork等研究认为最后一步消除可以按离子型机理或自由基型机理进行，具体的机理与 3 的结构、溶剂和反应温度有关。